# Muzeum Bedřicha Hrozného
Muzeum Bedřicha Hrozného je muzejní institucí, která sídlí v polabském městě Lysá nad Labem. Je součástí Polabského muzea, příspěvkové organizace Středočeského kraje. Hlavní náplní muzea je připomenout osobnost významného vědce Bedřicha Hrozného.

## Historie
Muzeum vzniklo v roce 1893 na základě aktivity členů spolku Čtenářská jednota, kteří založili muzejní odbor. S dalším rozvojem muzejnictví se po roce fungování muzejní odbor s 22 členy od jednoty osamostatnil. Vůdčí postavou nově vzniklé muzejní společnosti byl František Otruba, badatel v oblasti místního národopisu a historie a od roku 1909 i ředitel místní školy.
Muzeum se poprvé významně představilo veřejnosti na Národopisné výstavě českoslovanské v Praze v roce 1895, kdy zde vystavilo 101 předmětů se vztahem k Polabí. Za expozici udělil pořadatelský výbor výstavy čestný diplom s uznáním a bronzové medaile.
V roce 1912 muzeum s názvem Městské muzeum v Lysé nad Labem přesídlilo do budovy staré radnice. Od roku 1951 nese muzeum čestný název Muzeum Bedřicha Hrozného, o rok později došlo k dalšímu přesunu do budovy s  čp. 265 z roku 1752, kde sídlí dodnes. V 60. letech se stalo pobočkou Polabského muzea, sídlícího v Poděbradech.

## Budova
Muzeum sídlí v památkově chráněné barokní budově čp. 265. Ta sloužila původně jako radnice, zároveň se zde nacházela šatlava a pranýř. Při požáru v roce 1751 budova vyhořela a byla znovu postavena, vrchnost v ní zřídila špitál a roku 1789 tu Jan Stejskal založil první světskou lékárnu. Špitál byl zrušen roku 1805, k přesunu lékárny došlo v roce 1873.
Dům tvoří čtyři křídla, obklopující vnitřní dvůr. Přízemní části jsou kryté valbovou střechou, střední patrová část mansardovou s vikýřem a zdobeným okénkem. Hlavní dveře jsou vsazeny do pískovcového portálu.

## Expozice
Stálá expozice muzea je rozdělená na tři části. První se zaměřuje na historii města, s množstvím archeologických nálezů, přičemž zvláštní pozornost je věnována baroknímu období. Historie končí přelomem 19. a 20. století a zahrnuje také významné rodáky.
Druhá část bývala věnována regionální historii, na počátku 70. let byla přebudována na pamětní síň věnovanou osobnosti Bedřicha Hrozného, lyského rodáka a významného orientalisty, který rozluštil chetitský jazyk. V roce 1978 započala rekonstrukce síně, slavnostní otevření proběhlo 6. května 1979, v den stého výročí vědcových narozenin. Muzeum prezentuje unikátní sbírkové exponáty, listinný materiál i osobní předměty.
Poslední část se zabývá přírodními zajímavostmi Lysé nad Labem a jejího okolí. Zbytek výstavního prostoru je od konce druhé světové války věnován krátkodobým výstavám („Z koncentračních táborů lyských vězňů“, „Z historie divadelního spolku Tyl v Lysé nad Labem“), případně přednáškám pro veřejnost.